# Hitoshi Saito
Hitoshi Saito (2 de janeiro de 1961-20 de janeiro de 2015) foi um judoca do Japão, que tem como principais resultados duas medalhas de ouro dos Jogos Olímpicos de Verão, nos Jogos Olímpicos de Verão de 1984 e nos Jogos Olímpicos de Verão de 1988, bem como o campeonato mundial de judô de 1985.